# Stefanie Hoster
Stefanie Hoster (* 1954) ist eine deutsche Moderatorin, Regisseurin und Autorin.

## Leben

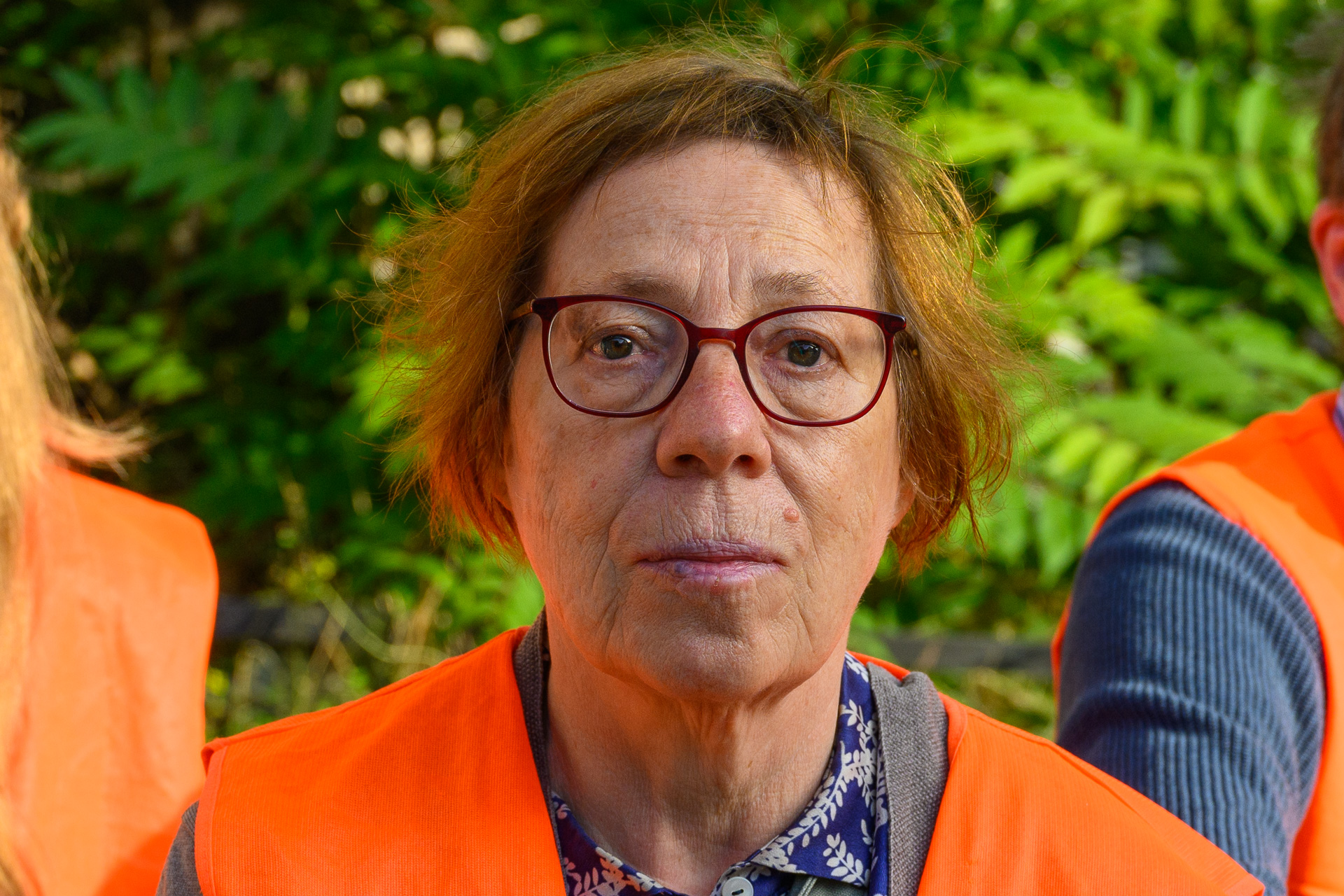
Stefanie Hoster bei einer Blockade der Letzten Generation in Berlin

Hoster ist eine Tochter der Schauspielerin und Hörspielsprecherin Ursula Langrock. Sie studierte Germanistik und Politikwissenschaft. Sie arbeitete als freie Moderatorin, Regieassistentin und Autorin. Von 1987 bis 1996 war sie Dramaturgin beim Saarländischen Rundfunk. 1997 wurde sie Leiterin der Abteilung Hörspiel/Wortproduktion beim DeutschlandRadio Berlin, wo sie die Sendung Bei Anruf Soap initiierte. Sie wirkte in über einhundert Hörspielen mit und führte Regie bei mehr als 20 Produktionen. In ihrer Regie wurde Esther Dischereits Hörspiel  Rote Schuhe im Mai 1993 Hörspiel des Monats.
Stefanie Hoster ist bei der Letzten Generation aktiv.

## Hörspiele (Auswahl, nur Regie)
- 1983: Raymond Chandler: Die Tote im See, Südwestfunk
- 1985 und 1989: Christine Adam: Telefonspiele, Südwestfunk
- 1990: F.R.A.D.I.O. Frankreich: Relativ Angenehme Dramatische Inszenierung fürs Ohr – Eine Enquête von Gerd Heger, Saarländischer Rundfunk
- 1990: Wolodymyr Drosd: Jossyps Himmelfahrt, SR
- 1991: Paul Kohl: Der Dienst, SR
- 1992: Anette Kührmeyer: Zazie und der lange Kerl im Autobus S, SR
- 1993: Esther Dischereit: Rote Schuhe, Original-Hörspiel,SR
  - Auszeichnung: Hörspiel des Monats Mai 1993
- 1993: Gregory Whitehead: Shake, Rattle and Roll, SR
- 1994: Karl-Heinz Bölling: Hedwigs letztes Band, SR
- 1996: Samuel J. Fleiner, Sabine Wollowski: Der Riese schläft nur oder Klangspaziergang Alte Völklinger Eisenhütte mit einem Völklinger Hüttenalphabet und Erzählungen von Zeitzeugen, SR
- 1996: Magdalena Marsovszky: Die kollektive Amnesie – Zum 40. Jahrestag der ungarischen Revolution, SR
- 1996: Irina Liebmann: Nichts war gemütlicher als diese Diktatur – Die kritischen Intellektuellen in der DDR, SR
- 2001: Armando Llamas: Radio zappen, SR
- 2004: Rachid Boudjedra: Die hartnäckige Schnecke, Deutschlandradio
- 2006: Urs Jaeggi: Lange Jahre Stille als Geräusch, Deutschlandradio
- 2006: Mariannick Bellot: Weg in Leben, Deutschlandradio
- 2009: Heinz von Cramer, Peter Liermann, Michi Herl: Flimmern, Rausch und Kettensäge, Deutschlandradio
- 2011: Charles Juliet: Boxen, Deutschlandradio
- 2015: Esther Dischereit: Die Mauern waren hier dick, Originalhörspiel, Produktion: Esther Dischereit
- 2015: Esther Dischereit: Partikel vom großgesichtigen Kind, Ars acustica, Produktion: Esther Dischereit
- 2015: Karl-Heinz Bölling: Irgendwann geht alles kaputt, Deutschlandradio
- 2018: Hans Thill: Brot für die Fische, Deutschlandradio
- 2020: Honoré de Balzac: Die Verlassene, Deutschlandradio
- 2021: Annie Ernaux: Die Scham/La honte, Deutschlandradio

Quelle: ARD-Hörspieldatenbank